# Middle Aston
Middle Aston is een civil parish in het bestuurlijke gebied Cherwell, in het Engelse graafschap Oxfordshire.